# しもつけ (列車)
しもつけは、東武鉄道が浅草駅 - 東武宇都宮駅間を伊勢崎線・日光線および宇都宮線経由で運行していた特別急行列車である。
本項では、東武宇都宮線の優等列車沿革についても併せて記載する。

## 運行概況
最終運行時点では、朝の東武宇都宮発浅草行の上り282号と、夜間の浅草発東武宇都宮行の下り283号の1往復が毎日運行されていた。
なお、列車設定廃止後も東武の旅客営業規則に列車名・料金の定めが残っていたが、2023年3月18日の特急料金改定に伴う改正で削除された。

### 停車駅
浅草駅 - とうきょうスカイツリー駅 - 北千住駅 - 春日部駅 -（杉戸高野台駅）- 栃木駅 - 新栃木駅 - 壬生駅 - おもちゃのまち駅 - 江曽島駅 - 東武宇都宮駅
- 最終運行時点での停車駅。
- 杉戸高野台駅は下りのみ停車。

### 使用車両・編成
350型電車が使用され、全車指定席であった。

## 東武宇都宮線優等列車沿革
「しもつけ」は、かつて太平洋戦争終結後の1953年（昭和28年）8月1日、無名の有料急行列車として浅草駅 - 東武宇都宮駅間で運行を開始した。車両は東武日光線の特急で使用され5700系の新規投入で特急運用から外れたモハ5310形・クハ350形が充当され、その後1956年（昭和31年）には同特急用に新造された1700系に運用を譲った5700系も投入され、同時期に「しもつけ」の愛称を付された。「しもつけ」は5310系や5700系といったロマンスカーによって運行されたことから東武鉄道急行ロマンスカーと宣伝されたが1959年（昭和34年）11月をもって廃止され、1988年（昭和63年）8月にまったく同じ区間、経路で快速急行として運行再開されるまでの約30年間、東武宇都宮線には有料列車が運行されず、浅草駅 - 東武宇都宮駅間には無料準急や無料快速・無料準快速が最盛期で毎時1往復設定されたのみであった。昭和末期に運行再開された快速急行「しもつけ」には6050系が充当されたが、その後東武伊勢崎線特急に200型・250型が投入されたのにともない、その運用から外れた「りょうもう」用1800系を改造した350型が投入され、種別も「ビジネスライナー急行しもつけ」→急行「しもつけ」と変遷し、2006年（平成18年）以降は特急列車として運行されている。
「しもつけ」は運行開始当初より、朝に東武宇都宮から浅草に向かう朝上り列車1本、夕方に浅草から東武宇都宮に向かう下り1本の、計1往復の運行を踏襲しており、一時廃止された期間を含むものの、一貫してビジネス列車・ホームライナー（通勤ライナー）的な位置付けで運行されて来た。1990年代には急行券を追加購入すれば定期券でも乗車できるビジネスライナー制度の開始とともにその指定を受け、「ビジネスライナーしもつけ」の愛称の下、東武伊勢崎線 - 東武日光線 - 東武宇都宮線沿線の通勤の足として利用された。東武鉄道が全ての特急・急行列車について特急券・急行券の追加購入で定期券による乗車を可能とした後は急行「しもつけ」として運行され、その後は東武伊勢崎線・日光線の特急列車・急行列車の再編にともない特急列車に格上げされた。

### 年表
- 1953年（昭和28年）8月1日 - 浅草駅 - 東武宇都宮駅間で運転されていた無料準急・急行に加え、愛称なしの有料急行1往復が新設された。
  - ダイヤは現在の特急「しもつけ」と同じく、朝上り1本、夕下り1本の計1往復の設定であった。ただし、時刻は現行よりも遅く朝の東武宇都宮発は現在の7時より55分遅い7時55分、夕の浅草発は同18時20分より1時間35分遅い19時55分であった。
- 1953年（昭和28年）11月1日 - 東武伊勢崎線有料急行が運行を開始。浅草駅 - 杉戸駅間では宇都宮線有料急行に伊勢崎線有料急行が併結されて運行された。
- 1956年（昭和31年） - 有料急行に愛称が付され、宇都宮線発着有料急行に「しもつけ」が使用された。
  - この頃、他の同社特急・急行列車とともに東武鉄道特急・急行ロマンスカーとして宣伝された。
  - この頃、伊勢崎線有料急行との併結が解消され、夕方の浅草駅出発時刻が18時30分頃にあらためられた。
- 1959年（昭和34年）11月 - 有料急行「しもつけ」を廃止。浅草駅 - 東武宇都宮駅間直通列車は無料の準急・快速のみとなった。これら無料準急・快速は、宇都宮線内各駅停車であった。
  - 「しもつけ」の愛称は、その後鬼怒川線発着急行の愛称として使用された。
- 1988年（昭和63年）8月9日 - 東武宇都宮線快速急行「しもつけ」272号・279号の運行を開始[2]。これに伴い従前の快速急行券の名称が「座席指定券」に改名される。当時は浅草発17時30分であった。
- 1990年（平成2年）9月25日 - 快速急行「しもつけ」を定期券での利用を可能とした「ビジネスライナー」に指定される。同時に伊勢崎線急行「りょうもう」2号・37号も「ビジネスライナー」に指定される。
- 1991年（平成3年）7月21日 - 急行専用車両300型・350型が就役[2]。東武宇都宮線の快速急行も急行に種別変更した上で、急行専用車両の350型で運用することとなった[2]。この時、列車名も「ビジネスライナー急行しもつけ」と変更された。禁煙車が1号車に指定される。
- 1993年（平成5年）4月1日 - 禁煙車が1・2号車となる。
- 1997年（平成9年）3月25日 - ダイヤ改正により以下のように変更する。
  1. 272号を282号へ、279号を281号へ改番。281号が北千住駅に停車開始。
  2. 特急・急行の全列車について定期券での利用が可能となり「ビジネスライナー」指定を廃止。これに伴い「ビジネスライナー急行しもつけ」から急行「しもつけ」としての運行となる。
  3. 浅草発が17時30分から1時間繰り下げられ18時30分になる。
- 2001年（平成13年）3月28日 - ダイヤ改正により新栃木行「きりふり」201号が東武日光行「けごん」に格上げされ、定期急行は「しもつけ」と「南会津」のみとなる。
- 2003年（平成15年）3月19日 - ダイヤ改正により以下のように変更する。
  1. 春日部駅の乗降口が2号車の1号車寄りと3号車のドアに限定される。この措置は350型車両で運用される「きりふり」・「ゆのさと」も含まれる。それに伴い、客室の前面と貫通扉の上、さらに車内の客用扉にはそれを案内するステッカーが貼られた[3]。
  2. 車掌用携帯端末機の導入にともない、車内改札が省略になる。
  3. 浅草駅の特急・急行ホームにインフォメーションカウンターを設置。乗車の際、ここで特急券などの改札をする。
- 2005年（平成17年）3月1日 - ダイヤ改正により以下のように変更する。
  1. 会津田島発着の「南会津」が廃止となり、新藤原発着の「ゆのさと」に変更される。これにより定期急行は「しもつけ」と「ゆのさと」になる。
  2. 禁煙車が1 - 3号車までとなる。
- 2006年（平成18年）3月18日 - ダイヤ改正により急行「しもつけ」が特急に昇格し特急「しもつけ」となる[2]。上記の「ゆのさと」が定期列車としては廃止となり、平日の夜間限定で通勤ライナー格の南栗橋行「きりふり」283号を新設。これにより定期特急は「しもつけ」と「きりふり」になる。
- 2007年（平成19年）3月18日 - 全列車・全車両が禁煙となる。
- 2012年（平成24年）3月17日 - ダイヤ改正により282号がとうきょうスカイツリー駅（業平橋駅から改称）に停車開始。
- 2013年（平成25年）3月16日 - ダイヤ改正により281号がとうきょうスカイツリー駅に停車開始[4]。
- 2015年（平成27年）
  - 9月9日 - 関東・東北豪雨[5]の影響で西川田 - 安塚間の姿川第二避溢橋梁の橋台と橋桁が流失したことにより、運行休止となる[5][6]。
  - 9月14日 - 浅草駅 - 新栃木駅間に限定して運行再開（宇都宮線内は運休）[7]。
  - 10月7日 - 全区間で運転再開[8][9]。
- 2017年（平成29年）4月21日：500系電車「リバティ」の運行開始に伴い、ダイヤ改正を実施[10]。
  1. 281号が283号へ改番され、杉戸高野台駅に停車開始。
  2. 東武宇都宮発が8時から1時間繰り上げられ7時になる。
  3. 浅草発が18時30分から10分繰り上げられ18時20分になる。
- 2020年（令和2年）
  - 4月24日：事実上の最終運行日。
  - 4月25日 - 6月5日：新型コロナウイルス感染症（COVID-19）拡大防止のため運休[11]。
  - 6月6日：この日のダイヤ改正により廃止[12]。

## 列車名の由来と国鉄準急（急行）「しもつけ」
「しもつけ」の列車愛称は栃木県の旧国名「下野国」（しもつけのくに）に因む。そのため、東武宇都宮線優等列車「しもつけ」として運行されていたほか、日本国有鉄道（現・東日本旅客鉄道）が東北本線（現・宇都宮線）区間あるいは日光線方面を運行する準急行・急行列車の列車名として1958年（昭和33年）から1968年（昭和43年）まで使用した。
この、国鉄が過去に東北本線・日光線で運行した準急（急行）「しもつけ」については、その後の使用車両の統一により急行「なすの」に統合された。詳細は宇都宮線優等列車沿革に記載する。